# The Tiger Lillies
The Tiger Lillies – angielski zespół muzyczny, założony w 1989 w Londynie. Styl Tiger Lillies nawiązuje do europejskiej tradycji kabaretowej (zwłaszcza tej spod znaku Brechta i Weilla), opery, groteski i czarnego humoru. Na wizerunek zespołu składają się obsceniczne, surrealistyczne, a nawet bluźniercze teksty, pisane przez śpiewającego falsetem wokalistę Martyna Jacques'a, nietypowe stroje, makijaż, oryginalne instrumentarium – perkusista Adrian Huge (nazywany „Joyce'em perkusji”) grał na dziecięcym zestawie perkusyjnym.
W 2003 Tiger Lillies byli nominowani do nagrody Grammy za album Gorey End, stworzony wspólnie z Kronos Quartet oraz z wykorzystaniem prac rysownika Edwarda Goreya.
Ośmiokrotnie koncertowali w Polsce: Wrocław 2004, Poznań 2005, Wrocław, Warszawa 2009, Katowice 2012, Łódź 2013, Lublin 2014, Gdańsk 2015.
W skład Tiger Lillies wchodzą obecnie: wokalista, akordeonista i pianista Martyn Jacques, basista Adrian Stout i perkusista Jonas Golland.

## Dyskografia
- Births, Marriages And Deaths (1994)
- Spit Bucket (1995)
- Ad Nauseam (1995)
- The Brothel To The Cemetery (1996)
- Farmyard Filth (1997)
- Shockheaded Peter (1998)
- Low Life Lullabies (1998)
- Bad Blood and Blasphemy (1999)
- Circus Songs (2000)
- Bouquet of Vegetables – The Early Years (2000)
- 2 Penny Opera (2001)
- The Sea (2003)
- The Gorey End (z Edwardem Goreyem i Kronos Quartet; 2003)
- Live In Russia 2000-2001 (2003)
- Punch and Judy (2004)
- Death and the Bible (2004)
- Huinya (nagranie wydane wraz z zespołem Leningrad; 2005)
- The Little Match Girl (2006)
- Die Weberischen (2006)
- Urine Palace (2007)
- Live in Soho (2007)
- Love and War (2007)
- Seven Deadly Sins (2008)
- Sinderella (2009)
- Freakshow (2009)